# Assistant Secretary of State for International Organization Affairs
Assistant Secretary of State for International Organization Affairs ist ein Amt im Außenministerium der Vereinigten Staaten. Er leitet das Bureau of International Organization Affairs und ist damit für die Politik in internationalen Organisationen, wie zum Beispiel den Vereinten Nationen zuständig. Zuletzt hatte Pamela D. Pryor das Amt bis zum 20. Januar 2021 geschäftsführend inne. Seit dem 21. Dezember 2021 hat die Diplomatin Michele J. Sison das Amt inne.
Das Amt wurde im Februar 1949 vom Außenministerium der Vereinigten Staaten geschaffen.
| Name                         | Amtsantritt        | Amtsende          | Anmerkungen             |
| ---------------------------- | ------------------ | ----------------- | ----------------------- |
| Dean Rusk                    | 9. Februar 1949    | 26. Mai 1949      |                         |
| John D. Rickerson            | 8. August 1949     | 27. Juli 1953     |                         |
| Robert D. Murphy             | 28. Juli 1953      | 30. November 1953 |                         |
| David McK. Key               | 18. Dezember 1953  | 31. Juli 1955     |                         |
| Francis O. Wilcox            | 6. September 1955  | 20. Januar 1961   |                         |
| Harlan Cleveland             | 23. Februar 1961   | 8. September 1965 |                         |
| Joseph John Sisco            | 10. September 1965 | 9. Februar 1969   |                         |
| Samuel De Palma              | 11. Februar 1969   | 20. Juni 1973     |                         |
| David H. Popper              | 25. Juni 1973      | 2. Januar 1974    |                         |
| William B. Buffum            | 4. Februar 1974    | 18. Dezember 1975 |                         |
| Samuel W. Lewis              | 24. Dezember 1975  | 13. April 1977    |                         |
| Charles W. Maynes            | 14. April 1977     | 9. April 1980     |                         |
| Richard Lee McCall, Jr.      | 10. Juni 1980      | 21. Januar 1981   |                         |
| Elliott Abrams               | 13. Mai 1981       | 1. Dezember 1981  |                         |
| Gregory J. Newell            | 4. Juni 1982       | 12. November 1985 |                         |
| Alan L. Keyes                | 13. November 1985  | 17. November 1987 |                         |
| Richard Salisbury Williamson | 18. Februar 1988   | 19. März 1989     |                         |
| John R. Bolton               | 22. Mai 1989       | 19. Januar 1993   |                         |
| Douglas J. Bennett, Jr.      | 26. Mai 1993       | 31. Mai 1995      |                         |
| Princeton Nathan Lyman       | 19. März 1997      | 22. Oktober 1998  |                         |
| Charles David Welch          | 23. Oktober 1998   | 11. Juli 2001     |                         |
| Kim R. Holmes                | 21. November 2002  | 1. Mai 2005       |                         |
| Kristen Silverberg           | 2. August 2005     | 7. Juli 2008      |                         |
| Brian H. Hook                | 3. Oktober 2008    | 20. Januar 2009   |                         |
| Esther Brimmer               | 3. April 2009      | Juni 2013         |                         |
| Bathsheba N. Crocker         | 19. September 2014 | 20. Januar 2017   |                         |
| Tracey Ann Jacobson          | 21. Januar 2017    | 25. August 2017   | geschäftsführend im Amt |
| Mary Catherine Phee          | 12. Dezember 2017  | 25. März 2018     | geschäftsführend im Amt |
| Kevin Moley                  | 26. März 2018      | 29. November 2019 |                         |
| Jonathan Moore               | 29. November 2019  | 1. März 2020      | geschäftsführend im Amt |
| Pamela D. Pryor              | 2. März 2020       | 20. Januar 2021   | geschäftsführend im Amt |